# Воронцов-Вельямінов Борис Олександрович
Борис Олександрович Воронцов-Вельямінов (14 лютого 1904 — 27 січня 1994) — радянський астроном, член-кореспондент Академії педагогічних наук СРСР (1947).
Народився в Катеринославі (нині Дніпро). Навчався в Другій Катеринославській гімназії. У 14-річному віці, будучи активним членом астрономічного гуртка, написав статтю «Про внутрішню будову Землі», яку тоді ж надрукував гімназичний журнал.
У 1925 закінчив Московський університет. Будучи студентом, організував в 1921 колектив спостерігачів «Колнаб», в який входили П. П. Паренаго, Е. Р. Мустель, В. У. Фединський, С. К. Всехсвятский та інші. З 1924 працює в Державному астрономічному інституті ім. П. К. Штернберга (до 1931 — Астрофізичний інститут). Разом з науковою роботою понад 30 років (з 1931) проводив велику педагогічну роботу з підготовки кадрів вчителів астрономії.
Наукові роботи присвячені різним питанням астрофізики. Досліджував нестаціонарні зорі, туманності, галактики, комети. У 1930 вперше вивчив розподіл газів у голові комети, довів обертання ядра комети. У 1933 запропонував метод визначення відстаней до планетарних туманностей, метод визначення температур їхніх ядер, розробив класифікацію видимих форм планетарних туманностей. Склав кілька каталогів цих туманностей. Результатами своїх вимірювань блиску зоряних скупчень підтвердив існування поглинання в міжзоряному середовищі.
Починаючи з 1958 відкрив 1200 систем галактик зі спотвореними формами, перемичками і хвостами; назвав їх взаємодіючими. Деякі з цих спотворень були потім пояснені припливною взаємодією, проте, як вважає Воронцов-Вельямінов, для пояснення всіх форм одній цієї причини недостатньо. Опублікував два атласи, що містять фотографії кількох сотень взаємодіючих галактик (1959, 1977). Разом із співробітниками склав і опублікував в 1961—1974 рр. детальний опис морфології 32 000 галактик.
Автор монографій «Галактичні туманності» (1935), «Нові зорі і газові туманності» (1948), «Позагалактична астрономія» (1-ше вид. 1972, 2-ге вид. 1977), праць «Нариси історії астрономії в Росії» (1956), «Нариси історії астрономії в СРСР» (1960), робіт з історії Русі і краєзнавству. Автор багатьох підручників і навчальних посібників, зокрема підручника для середньої школи «Астрономія», збірки завдань, що витримала сім видань (1-ше видання 1939) і перекладеного в Англії, Франції та Іспанії. Багато що зробив для популяризації астрономічних знань, вів велику педагогічну роботу.
Заслужений діяч науки РРФСР.
Премія ім. Ф. А. Бредихіна АН СРСР (1962), медаль «За відкриття нових астрономічних об'єктів» N 1 Астрономічної ради АН СРСР.

## Вшанування
На його честь 8 листопада 1984 року названо астероід 2916 Воронвелія (Voronveliya),